# Чемпіонат Азії з боротьби 2017
Чемпіонат Азії з боротьби 2017 пройшов з 10 по 14 травня 2017 року в Нью-Делі, Індія в спортивному комплексі Індіри Ґанді.
На чемпіонаті проводилися змагання з вільної та греко-римської боротьби серед чоловіків і вільної боротьби серед жінок.
Було розіграно двадцять чотири комплекти нагород — по вісім у вільній, греко-римській та жіночій боротьбі. Бронзові нагороди вручалися обом спортсменам, що виграли втішні сутички.

## Країни учасники
У змаганнях взяли участь 255 спортсменів, що представляли 19 збірних команд.
| - В'єтнам (5) - Індія (24) - Іран (16) - Казахстан (24) - Камбоджа (1) - Катар (2) | - Киргизстан (17) - Китайський Тайбей (11) - КНР (22) - Монголія (16) - Палестина (1) - Південна Корея (24) | - Північна Корея (9) - Таджикистан (12) - Таїланд (10) - Туркменістан (3) - Узбекистан (24) - Шрі-Ланка (10) - Японія (24) |

## Загальний медальний залік
| Місце               | Країна              | Золото | Срібло | Бронза | Загалом |
| ------------------- | ------------------- | ------ | ------ | ------ | ------- |
| 1                   | Японія              | 8      | 3      | 5      | 16      |
| 2                   | Іран                | 7      | 2      | 6      | 15      |
| 3                   | Казахстан           | 2      | 5      | 6      | 13      |
| 4                   | Узбекистан          | 2      | 1      | 3      | 6       |
| 5                   | Індія               | 1      | 5      | 4      | 10      |
| 6                   | Південна Корея      | 1      | 4      | 6      | 11      |
| 7                   | Киргизстан          | 1      | 1      | 3      | 5       |
| 7                   | Монголія            | 1      | 1      | 3      | 5       |
| 9                   | КНР                 | 1      | 0      | 8      | 9       |
| 10                  | Північна Корея      | 0      | 2      | 2      | 4       |
| 11                  | В'єтнам             | 0      | 0      | 1      | 1       |
| 11                  | Таджикистан         | 0      | 0      | 1      | 1       |
| Загалом (12 збірні) | Загалом (12 збірні) | 24     | 24     | 48     | 96      |

## Рейтинг команд
| Місце в рейтингу | Вільна боротьба (чоловіки) | Вільна боротьба (чоловіки) | Греко-римська боротьба (чоловіки) | Греко-римська боротьба (чоловіки) | Вільна боротьба (жінки) | Вільна боротьба (жінки) |
| Місце в рейтингу | Команда                    | Бали                       | Команда                           | Бали                              | Команда                 | Бали                    |
| ---------------- | -------------------------- | -------------------------- | --------------------------------- | --------------------------------- | ----------------------- | ----------------------- |
| 1                | Іран                       | 71                         | Іран                              | 69                                | Японія                  | 76                      |
| 2                | Японія                     | 55                         | Південна Корея                    | 59                                | Індія                   | 62                      |
| 3                | Узбекистан                 | 49                         | Казахстан                         | 59                                | КНР                     | 54                      |
| 4                | Казахстан                  | 47                         | Японія                            | 51                                | Казахстан               | 51                      |
| 5                | Південна Корея             | 46                         | КНР                               | 50                                | Південна Корея          | 45                      |
| 6                | Монголія                   | 40                         | Узбекистан                        | 43                                | Монголія                | 42                      |
| 7                | Киргизстан                 | 34                         | Індія                             | 38                                | Узбекистан              | 28                      |
| 8                | Індія                      | 33                         | Киргизстан                        | 30                                | Північна Корея          | 27                      |
| 9                | Таджикистан                | 22                         | Таджикистан                       | 18                                | Киргизстан              | 18                      |
| 10               | Північна Корея             | 19                         | Китайський Тайбей                 | 12                                | Китайський Тайбей       | 17                      |

## Медалісти

### Чоловіки

#### Вільна боротьба
| Категорія | Золото                         | Срібло                         | Бронза                         |
| 57 кг     | Юкі Такахасі Японія            | Занданбудин Занабазар Монголія | Реза Атрі Іран                 |
| 57 кг     | Юкі Такахасі Японія            | Занданбудин Занабазар Монголія | Нуріслам Санаев Казахстан      |
| 61 кг     | Бехнам Ехсанпур Іран           | Кім Хан Сон Північна Корея     | Даулет Ніязбеков Казахстан     |
| 61 кг     | Бехнам Ехсанпур Іран           | Кім Хан Сон Північна Корея     | Рей Хігуті Японія              |
| 65 кг     | Баджранг Пунія Індія           | Лі Син Чул Південна Корея      | Масаказу Камої Японія          |
| 65 кг     | Баджранг Пунія Індія           | Лі Син Чул Південна Корея      | Мейсам Нассірі Іран            |
| 70 кг     | Акжурек Танатаров Казахстан    | Іхтійор Наврузов Узбекистан    | Момохіро Накамура Японія       |
| 70 кг     | Акжурек Танатаров Казахстан    | Іхтійор Наврузов Узбекистан    | Хамед Рашиді Іран              |
| 74 кг     | Бекзод Абдурахмонов Узбекистан | Муслім Євлоєв Киргизстан       | Чжан Чуняо КНР                 |
| 74 кг     | Бекзод Абдурахмонов Узбекистан | Муслім Євлоєв Киргизстан       | Бахман Теймурі Іран            |
| 86 кг     | Аліреза Карімі Іран            | Азамат Даулетбеков Казахстан   | Уміджон Ісманов Узбекистан     |
| 86 кг     | Аліреза Карімі Іран            | Азамат Даулетбеков Казахстан   | Пуревжавин Онорбат Монголія    |
| 97 кг     | Магомед Ібрагімов Узбекистан   | Хоссейн Шахбазі Іран           | Со Мін Вон Південна Корея      |
| 97 кг     | Магомед Ібрагімов Узбекистан   | Хоссейн Шахбазі Іран           | Магомед Мусаев Киргизстан      |
| 125 кг    | Ядолла Мохеббі Іран            | Суміт Малік Індія              | Таїкі Ямамото Японія           |
| 125 кг    | Ядолла Мохеббі Іран            | Суміт Малік Індія              | Нацагсюренгійн Золбоо Монголія |

#### Греко-римська боротьба
| Категорія | Золото                      | Срібло                        | Бронза                         |
| 59 кг     | Кен'їтіро Фуміта Японія     | Мейрамбек Айнагулов Казахстан | Лі Сін Мьон Північна Корея     |
| 59 кг     | Кен'їтіро Фуміта Японія     | Мейрамбек Айнагулов Казахстан | Саман Абдевалі Іран            |
| 66 кг     | О Сан Хун Південна Корея    | Алмат Кебіспаєв Казахстан     | Дун Цзиньсінь КНР              |
| 66 кг     | О Сан Хун Південна Корея    | Алмат Кебіспаєв Казахстан     | Алі Арсалан Іран               |
| 71 кг     | Такесі Ізумі Японія         | Афшин Біабангард Іран         | Нургазі Асангулов Киргизстан   |
| 71 кг     | Такесі Ізумі Японія         | Афшин Біабангард Іран         | Кім Чі Хун Південна Корея      |
| 75 кг     | Максат Єрежепов Казахстан   | Пак Те Син Південна Корея     | Бахтовар Хасанов Таджикистан   |
| 75 кг     | Максат Єрежепов Казахстан   | Пак Те Син Південна Корея     | Ян Бінь КНР                    |
| 80 кг     | Рамін Тахері Іран           | Кім Юн Хьон Південна Корея    | Самат Ширдаков Киргизстан      |
| 80 кг     | Рамін Тахері Іран           | Кім Юн Хьон Південна Корея    | Харпріт Сінгх Індія            |
| 85 кг     | Хоссейн Нурі Іран           | Ацусі Мацумото Японія         | Аніл Кумар Індія               |
| 85 кг     | Хоссейн Нурі Іран           | Ацусі Мацумото Японія         | Пен Фей КНР                    |
| 98 кг     | Сеєдмустафа Салехізаде Іран | Кім Син Чон Південна Корея    | Рустам Ассакалов Узбекистан    |
| 98 кг     | Сеєдмустафа Салехізаде Іран | Кім Син Чон Південна Корея    | Єрулан Іскаков Казахстан       |
| 130 кг    | Бехнам Мехдізаде Іран       | Дамір Кузембаєв Казахстан     | Муміньйон Абдуллаєв Узбекистан |
| 130 кг    | Бехнам Мехдізаде Іран       | Дамір Кузембаєв Казахстан     | Кім Мін Сок Південна Корея     |

### Жінки

#### Вільна боротьба
| Категорія | Золото                           | Срібло                     | Бронза                          |
| 48 кг     | Юї Сусакі Японія                 | Кім Сон Хян Північна Корея | Ірина Борисова Казахстан        |
| 48 кг     | Юї Сусакі Японія                 | Кім Сон Хян Північна Корея | Ріту Фогат Індія                |
| 53 кг     | Маю Мукайда Японія               | Жулдиз Ешимова Казахстан   | Кім Хьон Чо Південна Корея      |
| 53 кг     | Маю Мукайда Японія               | Жулдиз Ешимова Казахстан   | Чон Мьон Сук Північна Корея     |
| 55 кг     | Сае Нандзьо Японія               | Вінеш Фогат Індія          | Ерхембаярин Даваачимег Монголія |
| 55 кг     | Сае Нандзьо Японія               | Вінеш Фогат Індія          | Чжан Ці КНР                     |
| 58 кг     | Айсулуу Тинибекова Киргизстан    | Саріта Індія               | Дао Тхі Хуонг В'єтнам           |
| 58 кг     | Айсулуу Тинибекова Киргизстан    | Саріта Індія               | Кацукі Сакагамі Японія          |
| 60 кг     | Рісако Кавай Японія              | Сакші Малік Індія          | Чжоу Чжаньтінь КНР              |
| 60 кг     | Рісако Кавай Японія              | Сакші Малік Індія          | Аяулим Касимова Казахстан       |
| 63 кг     | Соронзонболдин Батцецег Монголія | Аяна Гемпей Японія         | Хан Чин Йон Південна Корея      |
| 63 кг     | Соронзонболдин Батцецег Монголія | Аяна Гемпей Японія         | Ван Сяоцянь КНР                 |
| 69 кг     | Сара Досьо Японія                | Дів'я Какран Індія         | Чжоу Фен КНР                    |
| 69 кг     | Сара Досьо Японія                | Дів'я Какран Індія         | Пак Хьон Йон Південна Корея     |
| 75 кг     | Па Ліха КНР                      | Масако Фуруїті Японія      | Джуті Індія                     |
| 75 кг     | Па Ліха КНР                      | Масако Фуруїті Японія      | Гульмарал Єркебаєва Казахстан   |